# Bilabid
Bilabid es un barrio (Barangay Bilabid) de la ciudad de Surigao  situado en una isla adyacente al noroeste de la de Mindanao. Forma parte de  la provincia de Surigao del Norte  en la Región Administrativa de Caraga, también denominada Región XIII. Para las elecciones está encuadrado en el Segundo Distrito Electoral.

## Geografía
Bilabid se encuentra 15 kilómetros al norte de la ciudad  en la parte oriental  de la isla de Hikdop. Esta isla  está situada  al sur de la bahía de Aguasán, al este del estrecho de Surigao y al norte del canal de Hinatuán.
Su término, que cuenta con una extensión superficial de 0.6672 km², linda al noroeste con el barrio de  Sidlakán; al sur con los de Alang-alang y de Alegría; al nordeste con la bahía de Aguasán, isla de Sibale;  y al oeste con el barrio de  Lubuac.

### Población
El año 2000 contaba este barrio con 317 habitantes que ocupaban 50 hogares. En 2007 son 314 personas, 313 en 2010.

## Historia
A finales del siglo XIX  formaba parte del  Tercer Distrito o provincia de Surigao: Con sede en la ciudad de Surigao comprendía  el NE. y Este de la isla de Mindanao y, además, las de Bucas, Dinágat, Ginatúan, Gipdó, Siargao, Sibunga y varios islotes entre los que se encontraba Hikdop.